# Vehículo eléctrico en línea
Un vehículo eléctrico en línea (por sus siglas en inglés OLEV) es un vehículo eléctrico que se carga de manera inalámbrica mientras va en movimiento usando inducción electromagnética, es decir, la transferencia sin hilos de la energía eléctrica a través de campos magnéticos. Funciona utilizando una carretera segmentada de "recarga" que induce una corriente en los módulos "pickup" del vehículo.
OLEV es el primer sistema de transporte público que utilizó un camino de "recarga", que fue lanzado por primera vez el 9 de marzo de 2010 por el Instituto Coreano de Ciencia y Tecnología (KAIST). En 2011, se fundó en Massachusetts la nueva empresa denominada OLEV Technologies, que ahora es la única concesionaria para la comercialización de OLEV en América del Norte y Sudamérica.

## Descripción mecánica
El sistema OLEV se divide en dos partes principales: la carretera segmentada de "recarga" y los módulos "pickup" del vehículo.

### En carretera
En la carretera de recarga, núcleos de ferrita en forma de W delgadas o núcleos magnéticos utilizados en la inducción, están enterrados hasta 30 cm (11,8 pulgadas) bajo tierra en una forma de espina de pescado como estructura. Los cables de alimentación se envuelven alrededor del centro de la estructura de hueso de pescado para hacer las "bobinas primarias". Este diseño combina los campos magnéticos de los dos lados de los cables y forma los campos de una manera que maximiza la inducción. Además, las bobinas primarias se colocan en segmentos a través de ciertos tramos de la carretera, de modo que solo se necesita remodelar alrededor del 5% al 15% de la carretera. Para alimentar las bobinas primarias, los cables se conectan a la red eléctrica surcoreana a través de un inversor de potencia, es decir, un dispositivo que convierte electricidad DC en electricidad AC. El inversor acepta voltaje trifásico 380V o 440V de la red para generar 20 kHz de corriente alterna en los cables. A su vez, los cables crean un campo magnético de 20 kHz que envía el flujo a través de los núcleos de ferrita delgado a los pickups en el OLEV.

### En el OLEV
Los módulos que reciben la corriente inducida, bobinas secundarias o "pick-up", que están unidos debajo del vehículo, consisten en núcleos anchos de ferrita en forma de W con cables enrollados alrededor del centro. Cuando estas bobinas secundarias captan el flujo de las bobinas primarias, cada una obtiene unos 17 kW de potencia de la corriente inducida. Esta energía se envía al motor eléctrico y a la batería a través de un regulador (un dispositivo de gestión que puede distribuir la energía según las necesidades), cargando así el OLEV de manera inalámbrica.
| Modelo                       | Peso                  | Forma del núcleo en la Bobina primaria | Forma del núcleo en la Bobina Secundaria | Diferencia de aire entre la carretera y Pick-up | Eficiencia energetica | Potencia obtenida por pick-up | Caballos de Fuerza eléctrica | Corriente en bobina primaria | Mecanismo Adicional                       |
| ---------------------------- | --------------------- | -------------------------------------- | ---------------------------------------- | ----------------------------------------------- | --------------------- | ----------------------------- | ---------------------------- | ---------------------------- | ----------------------------------------- |
| Generación 1 (carro pequeño) | 10 kg (22,0 libras)   | Forma E                                | Forma E                                  | 1 cm (0,39 pulgada)                             | 80%                   | 3 kW (4,1 CV)                 | 4,02 HP (4,1 CV)             | 100 amperios                 | Alineamiento vertical. Mecanismo para 3mm |
| Generación 2 (autobús)       | 80 kg (176,4 libras)  | Forma U                                | Largo, plano                             | 17 cm (6,7 pulgadas)                            | 72%                   | 6 kW (8,2 CV)                 | 8,04 HP (8,2 CV)             | 200 amperios                 | Cables de retorno para bobinas primarias  |
| Generación 3 (SUV)           | 110 kg (242,5 libras) | Forma W delgada                        | Forma W ancha                            | 17 cm (6,7 pulgadas)                            | 71%                   | 17 kW (23,1 CV)               | 22,79 HP (23,1 CV)           | 200 amperios                 | Ninguno                                   |

Como se ve en la tabla anterior, la primera generación del OLEV carece de un margen de error realista. La corriente más baja significa un campo magnético más pequeño y requiere que la bobina secundaria esté muy cerca del piso, lo cual puede ser un problema durante la conducción. Además, si las bobinas primaria y secundaria están desalineadas verticalmente por una distancia superior a 3 mm, la eficiencia de potencia disminuye considerablemente.
Para solucionar estos problemas, KAIST surgió con la 2.ª generación del OLEV. En esta, la corriente en la bobina primaria se duplicó para crear un campo magnético más fuerte que permite un espacio de aire más grande. Los núcleos de ferrita en las bobinas primarias fueron cambiados a una forma de U y los núcleos en la bobina secundaria cambiaron una forma de placa plana para capturar tanto flujo como sea posible. Este diseño permite que la desalineación vertical sea de unos 20 cm (7,9 pulgadas) con una eficiencia de potencia del 50%. Sin embargo, los núcleos en forma de U también requieren cables de retorno que aumenta el costo de producción. En general, la 2.ª generación compensó los defectos de la 1.ª, pero fue más costosa.
La tercera generación de OLEV se desarrolló en respuesta a la cuestión de los costos de la 2.ª. OLEV 3 utiliza núcleos de ferrita ultrafinos en forma de "W" en la bobina primaria para reducir la cantidad de ferrita utilizada a 1/5 de la 2.ª generación y para eliminar la necesidad de cables de retorno. La bobina secundaria utiliza una variación más gruesa de los núcleos en forma de "W" como una forma de compensar el área menor para que fluya el flujo magnético comparado con la 2ª. En general, la OLEV 3 compensó los márgenes pequeños de la generación 1.ª y el aumento del costo de la generación 2.ª.

## Beneficios e inconvenientes

### Ventajas
- Emisiones cero.
- 31% de costos operativos comparados con los equivalentes de gas.
- Bajos costos de fabricación y mantenimiento.
- No necesita estación de carga.
- Se pueden almacenar como vehículos regulares.[8][9]

### Desventajas
- Las redes eléctricas modernas no pueden manejar OLEV a gran escala.
- La instalación es costosa.
- Se puede quedar sin energía con tránsito intenso.
- Límite de velocidad de 64 km/h (40 mph).
- No puede funcionar durante cortes de energía.

## Patentes
KAIST anunció que ha solicitado más de 120 patentes en relación con OLEV.
El grupo ABB, líder en energía y automatización, ha desarrollado una nueva tecnología que ayudaría al primer sistema de carga flash de alta capacidad para autobuses eléctricos.

## Reconocimiento
En noviembre de 2010, los cargadores Road-Embedded de KAIST fueron seleccionados como "las 50 mejores invenciones del 2010".